# Kawaler de Lagardère
Kawaler de Lagardère (Le bossu) – powieść historyczno-przygodowa z gatunku płaszcza i szpady Paula Févala, opublikowana po raz pierwszy w 1857 roku. 
Pierwsze polskie wydanie, w anonimowym tłumaczeniu, ukazało się w 1914 pod tytułem Garbus: Romans historyczny. W 1963 ukazał się przekład pod tytułem Kawaler de Lagardère (Państwowe Wydawnictwo „Iskry”, tłumaczenie Halina Popławska).

## Treść
Główny bohater kawaler de Lagardère, to znakomity szermierz i łamacz kobiecych serc. Przypadkiem wplątuje się w konflikt pomiędzy dwoma z najpotężniejszych ludzi we Francji, księciem Gonzagą i księciem de Nevers. Kiedy książę de Nevers umiera na skutek ran odniesionych w pojedynku, Lagardère bierze na siebie odpowiedzialność za jego dziecko, maleńką Aurorę, owoc tajemnego związku łączącego Neversa z narzeczoną Gonzagi...